# László Gyurovszky
László Gyurovszky, maďarsky Gyurovszky László, (* 30. září 1959, Šaľa) je slovenský elektrotechnický inženýr, novinář a politik maďarské národnosti. V letech 2002 až 2006 ministr výstavby a regionálního rozvoje SR v druhé vládě Mikuláše Dzurindy za SMK.

## Biografie
Narodil se roku 1959 ve městě Šaľa v tehdejším Československu. Odmaturoval na Střední průmyslové škole elektrotechnické v Nových Zámcích. Od roku 1978 studoval na Elektrotechnické fakultě Slovenské vysoké školy technické v Bratislavě, kde v roce 1983 získal titul inženýr. Poté pracoval v podniku Duslo Šaľa, nejprve jako dělník, později jako mistr a technolog. V roce 1990 je uváděn jako novinář a vedoucí oddělení redakce NAP. Od roku 1992 působil jako konatel u firmu Gemma Rex s.r.o., od roku 1998 pracoval jako živnostník.

### Politická kariéra
Během komunistického režimu se připojil k Výboru pro ochranu práv maďarské menšiny v Československu (slovensky Výbor pre ochranu práv maďarskej menšiny v Československu). V roce 1989 byl zakládajícím členem, v letech 1990 až 1992 vedoucím volební kampaně Maďarské nezávislé iniciativy (MNI), později Maďarské občanské strany (MOS). V parlamentních volbách v roce 1998 byl zvolen poslancem NR SR za SMK a stal se členem Výboru pro zemědělství. V parlamentních volbách v roce 2002 byl zvolen poslancem NR SR za SMK, mandát však neuplatnil, jelikož byl dne 16. října 2006 jmenován do funkce ministra výstavby a regionálního rozvoje SR ve druhé vládě Mikuláše Dzurindy. V parlamentních volbách v roce 2006 byl zvolen poslancem NR SR za SMK, mandátu se vzdal dne 11. dubna 2007. Od roku 2009 byl členem stany Most-Híd, kterou opustil 17. června 2010 pro svůj nesouhlas s nominací Rudolfa Chmela na post místopředsedy vlády pro národnostní menšiny v tehdy vznikající vládě Ivety Radičové.

## Soukromý život
Mluví anglicky, maďarsky a slovensky. Je ženatý, má 3 děti.